# Главный ботанический сад имени Н. В. Цицина РАН

Схема Главного ботанического сада
А — главный вход
В — вход со стороны гостиницы «Останкино»
С — вход со стороны ул. Комарова
Д — вход со стороны ст. метро «Владыкино»
1 — дендрарий
2 — заповедная дубрава
3 — розарий
4 — теневой сад
5 — сад прибрежных растений
6 — сад непрерывного цветения
7 — экспозиция растений природной флоры
8 — японский сад
9 — экспозиция культурных растений (закрыта для публичного посещения)
10 — участки естественного леса
11 — лабораторный корпус
12 — фондовая оранжерея
13 — новая оранжерея

Главный ботанический сад имени Н. В. Ци́цина РАН — ботанический сад в Москве, крупнейший ботанический сад в Европе.
Основан 14 апреля 1945 года, первым директором стал Николай Васильевич Цицин.
Располагает богатейшими коллекциями растений, представляющих разнообразный растительный мир практически всех континентов и климатических зон земного шара. Живые коллекции насчитывают 8220 видов и 8110 форм и сортов растений — всего 16 330 таксонов. На основе коллекций с использованием современных приёмов ландшафтной архитектуры созданы ботанические экспозиции растений: природной флоры России и бывшего СССР, дендрарий, экспозиция тропических и субтропических растений, цветочно-декоративных и культурных растений.
Летом 2014 года территория ВДНХ объединена с Ботаническим садом и Останкинским парком, вскоре был демонтирован разделительный забор между ВДНХ и Ботаническим садом, а также закрыты билетные кассы на входе в сад; для перехода из парка «Останкино» на территорию ботанического сада была открыта калитка на мосту через пруд, разделяющий сад. Одна из касс, расположенная возле выхода к Малой Ботанической улице, была переориентирована на продажу билетов на экскурсии в Фондовую оранжерею.
Официальное наименование — Федеральное государственное бюджетное учреждение науки Главный ботанический сад им. Н. В. Цицина Российской академии наук (сокр. ГБС РАН).

## История
21 января 1945 года в Москве было принято Постановление Совета Народных Комиссаров № 128 «Об ознаменовании 220-летия существования Академии наук СССР», где наряду с другими мероприятиями было решено организовать новый ботанический сад в столице. Программа строительства сада была принята 14 апреля, а в мае под Ботанический сад выделили 361 га земли в Останкинском лесопарке.
Датой основания Главного ботанического сада считается 14 апреля 1945 года. Он расположен на месте уникальных лесных природных массивов Москвы. Благодаря научной деятельности работников сада сохранились фрагменты Ерденьевской рощи в составе Останкинской дубравы и Леоновский лес. Эти территории впервые упоминаются в хрониках 1584 года. Принадлежали они князьям Черкасским. В охотничьих угодьях которых любил охотиться ещё Алексей Михайлович (отец Петра I). Затем эти земли перешли во владение Шереметевых, получивших «сельцо Осташково» с усадьбой в качестве приданого Варвары Черкасской, вышедшей замуж за Петра Борисовича Шереметева. Граф Николай Шереметев, владелец «Останкино», превратил ближайшую к имению часть рощи в Английский парк, для чего был нанят садовник-англичанин, который стремился достичь естественного характера пейзажа. На территории парка были выкопаны 5 искусственных прудов, которые питались водой речки Каменки, одного из притоков Яузы. Основными древесными породами парка были дуб, липа и клён. А из кустарников преобладали лещина, жимолость и калина.
Задолго до официальной даты основания существовала программа создания Ботанического сада. Об этом свидетельствуют эскизные проекты 1940 и 1945 годов, разработанные архитектором И. М. Петровым. Эта программа существовала в рамках общего Градостроительного плана развития Москвы. Согласно первому проекту 1940 года северная граница сада должна была проходить по Окружной железной дороге, а с юга — по современной улице Академика Королёва, захватывая при этом территорию всего Марфинского комплекса на западе, а на востоке простираясь до проспекта Мира. По проекту 1945 года сад ограничивался Ботанической улицей с запада, а на востоке — Сельскохозяйственной улицей. При этом северная и южная границы оставались без изменений.
В 1948 году был создан отдел дендрологии (из группы дендрологии, существовавшей в отделе флоры с 1945 года). Главная цель — интродукция древесных растений с целью обогащения культурной флоры и охраны генофонда растительного мира. Для дендрария выделена территория площадью 75 га. Растения размещены в нём по систематическому принципу — представители каждого рода выращены в одном массиве с учётом экологических особенностей составляющих его видов с учётом предполагаемых размеров растений и способов их размещения: в плотных группах, в разреженных группах или солитерами. По состоянию на 2005 год в дендрарии представлено 2020 видов, разновидностей и форм древесных растений.
Решениями Моссовета и постановлениями Президиума Академии наук СССР в период с 1945 по 1969 год Главному ботаническому саду были переданы земли, на которых в настоящее время размещены основные ландшафтные и ботанические экспозиции. В 1998 году саду были переданы в бессрочное пользование 331,49 га.[где?]

## Особенности климата

Пруд в Главном ботаническом саду РАН

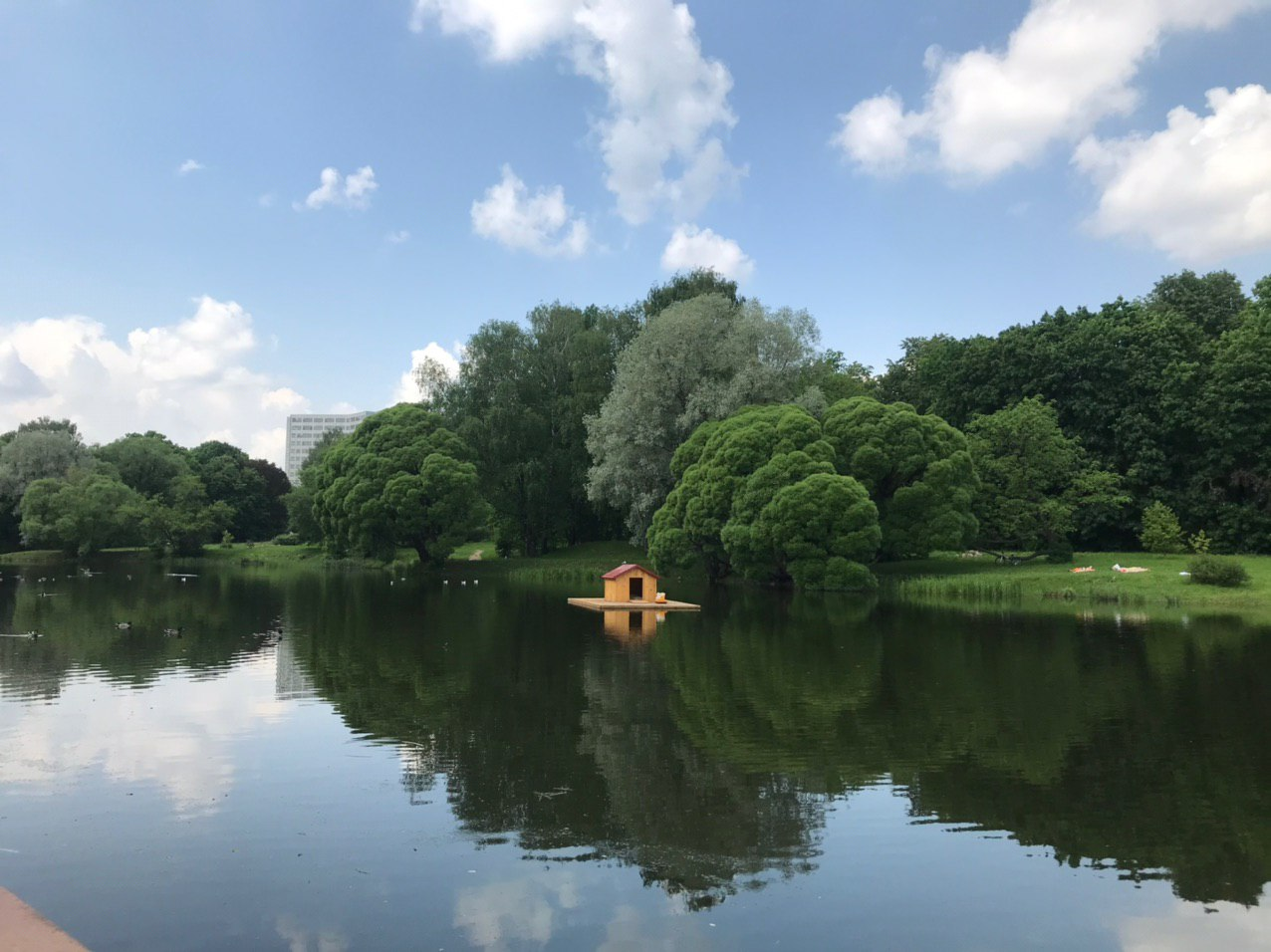
Пруд в Ботаническом саду имени Н. В. Цицина РАН

Ботанический сад расположен в северной части территории Москвы, на высоте 149 м над уровнем моря. Регион относится к зоне смешанных лесов, сад находится среди подмосковных дубрав. Рельеф слабопересечённый, слегка волнистый, с незначительными повышениями и понижениями, имеющими пологие склоны.
Климат региона достаточно влажный, умеренно континентальный, с умеренной холодной зимой и умеренно тёплым летом. Снежный покров мощный, осадков выпадает 587 мм. Около 70 % их приходится на тёплый период. Общий радиационный баланс — 27,5 ккал/см² в год. Около половины тепла поступает в конце весны и летние месяцы. Средняя продолжительность вегетационного периода 180 дней, среднегодовая температура +3,6 °C.

## Структура
Всего в Главном ботаническом саду насчитывается 13 научных отделов и лабораторий, один филиал, а также одна группа.

### Структурные научные подразделения
- отдел флоры
- отдел дендрологии
- отдел тропических и субтропических растений
- отдел декоративных растений
- отдел культурных растений
- отдел защиты растений с карантинной службой
- отдел отдаленной гибридизации
- лаборатория гербарий
- лаборатория физиологии и биохимии растений
- лаборатория физиологии и иммунитета растений
- лаборатория ландшафтной архитектуры
- лаборатория биотехнологии растений
- отдел внедрения научно-технических разработок
- чебоксарский филиал (Чебоксарский ботанический сад)

### Неструктурные научные подразделения
Группа хемосистематики и эволюционной биохимии растений.
Кроме того, в Саду имеются научно-технические, научно-вспомогательные и производственные структурные подразделения.

## Коллекционные фонды

### Экспозиции растений природной флоры
На площади 30 га созданы шесть ботанико-географических экспозиций: «Европейская часть России», «Кавказ», «Средняя Азия», «Сибирь», «Дальний Восток» и «Полезные растения природной флоры».

### Японский сад
Японский сад расположен в восточной части Ботанического сада на закрытой территории. Открыт для посещения с конца апреля по конец октября, вход платный. В мае примерно в течение недели в саду цветет сакура, что вызывает наплыв посетителей. В это время сад открыт ежедневно без выходных.
Идея создания японского сада в Москве принадлежит двум людям — члену-корреспонденту Академии наук СССР Петру Ивановичу Лапину, работавшему в 1970-х годах заместителем директора Главного ботанического сада по научной работе, и чрезвычайному и полномочному послу Японии в Москве Акире Сигэмицу. В 1978 году состоялись первые официальные переговоры о строительстве японского сада. Посольство Японии обратилось в Японский Фонд. Фонд нашёл финансового партнёра, которым стала Мемориальная ассоциация Всемирной выставки ЭКСПО-70. Также фонд пригласил выдающегося мастера ландшафтного дизайна, мастера садов Кена Накадзиму (1914—2000), построившего японские сады во многих странах (в Монреальском ботаническом саду в Канаде; в города Коура в Австралии, в Герман-парке в Хьюстоне в США; в парке Сэтагая в Вене, Австрия). Строительство велось в 1983—1987 годах: был сформирован рельеф, подобраны и привезены камни, проложены дорожки, построены павильоны, подобраны и посажены растения.
В 1986 году в саду торжественно была посажена первая сакура (вишня Саржента), её посадил министр иностранных дел Японии Синтаро Абэ. Через 27 лет, в апреле 2013 года, его сын Синдзо Абэ, ставший премьер-министром Японии, также посадил в саду саженец сакуры. Саженец был выращен из семян того самого первого дерева.
|                                        |                                       |                                                         |                                                                                 |                      |
| Японский сад во время цветения сакуры. | Каменная пагода из тринадцати ярусов. | Каменный фонарь юкими-торо — «фонарь любования снегом». | Каменный фонарь орибе-торо — фонарь мастера чайной церемонии Орибе — с цукубаи. | Чайный домик тясицу. |

### Фондовая оранжерея
Фондовая оранжерея ГБС РАН традиционно выступает как донор растений для коллекций тропических растений других ботанических садов России и стран бывшего Советского Союза. Основа для этой коллекции была получена в 1947 году из оранжереи Сан-Суси (Потсдам, Германия). Коллекция представителей семейства Орхидные состояла из 107 гибридов Paphiopedilum, 120 гибридов Cattleya и 140 видов орхидных других родов, 91 из которых сохранился в коллекции до наших дней. В течение последних лет коллекция претерпела значительные изменения и была расширена и дополнена. В настоящее время коллекция насчитывает 1120 видов, подвидов и форм орхидных из 222 родов, а также 300 гибридов.
В 1992 году было начато строительство нового здания Фондовой оранжереи, но по ряду причин работы были приостановлены. Строительство возобновилась только в 2002 году и в начале 2016 года завершилось — высота здания превышает 33,6 метра, общая площадь — около 9 тысяч м². Новая оранжерея состоит из нескольких блоков с различными климатическими параметрами. Они соответствуют условиям влажных лесов, тропиков и субтропиков. Внутри экспозиционного зала расположены каскады бассейнов, водопадов, река, искусственный рельеф, системы троп, скал и гротов. С помощью климатического оборудования в оранжерее созданы необходимые для растений условия, в том числе тропический дождь и туман. Кроме того, здесь установлены системы полива и удобрений, отопления, а также обогрева почвы и купола.

## Дополнительная информация

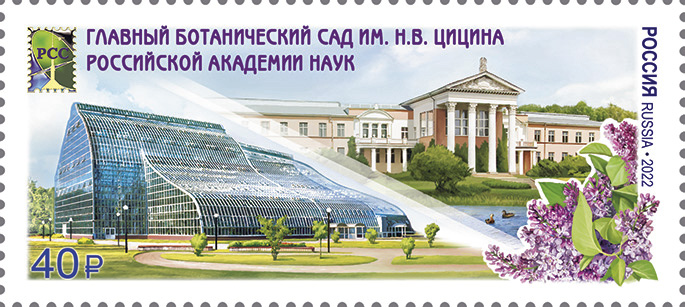
Почтовая марка 2022. Совместный выпуск Администраций связи стран-членов РСС. Парки и сады. Главный ботанический сад им. Н. В. Цицина Российской академии наук

Часть коллекции растений в оранжерее ГБС принадлежала Герману Герингу и была вывезена из Германии после войны.
В начале 2000-х годов в саду существовала серьёзная проблема с бродячими собаками. Она была вызвана тем, что с 2001 по 2009 годы в городе действовала экспериментальная программа ОСВВ, а «Марфино», на территории которого частично расположен сад, был первым районом Москвы, где она разворачивалась. В публикациях СМИ рассказывалось о присутствии не менее 50 животных. В 2011 году заместитель директора ГБС, кандидат сельскохозяйственных наук Зиновий Кузьмин признал, что обитающие на территории собаки создают проблему для работы сада. Весной того же года на территории сада впервые в истории Москвы провели свой субботник догхантеры. В 2015 году стая из 15 особей напала на москвича, гулявшего с двумя маленькими детьми, когда он обнаружил в лесной части самодельные будки и лежки. В 2016 году безнадзорных зверей начали активно отлавливать муниципальные службы, что встречало сопротивление со стороны представительниц зоозащитной общественности, приходивших подкармливать этих зверей и требовавших от руководства сада создания в заповедной части приюта для живших там 4 стай.